# Les Fils de la Louve
 (août 2011).
Si vous disposez d'ouvrages ou d'articles de référence ou si vous connaissez des sites web de qualité traitant du thème abordé ici, merci de compléter l'article en donnant les références utiles à sa vérifiabilité et en les liant à la section « Notes et références ».

Les Fils de la Louve est une série de bande dessinée française de Patrick Weber et de Fernando Pasarin, en 5 volumes.

## Thème
Luca Marini est un jeune Turinois étudiant en archéologie de 22 ans. Il se rend à Rome dans le cadre d'une recherche sur les symboles du pouvoir dans le monde romain. Il est surpris par un étrange symbole inconnu : une gueule de loup tenant un glaive dans ses crocs. Au cours de sa visite de Rome, il rencontre une jeune fille séduisante, qui porte un médaillon orné du symbole inconnu. Après l'avoir accosté, invité à diner, il se retrouve chez elle, et passe la nuit avec la belle Romaine. Mais quand il se réveille, il se retrouve sur une voie romaine, en toge, parle Latin, et est mêlé à une conspiration : nous sommes à Rome, en mars 44, et Jules César est alors Dictateur...

## Liste des albums
- La Louve de Mars
- La Louve de feu : Luca se retrouve plongée dans l'époque impériale, ici, sous le règne de Néron...
- La Louve du Vatican : l'intrigue a lieu dans la Rome de 1492, en pleine élection papale, dont Alexandre Borgia sortira vainqueur.
- La Louve et l'Aigle : Mars 1811 ; dans Rome occupée par les grenadiers de l'Empereur, Luca entend les canons tonner : l'Aiglon est né !
- La Louve aux faisceaux : le final du polyptyque a pour scène la Ville Éternelle livrée aux...travaux archéologiques financés par le pouvoir en place, celui de Benito Mussolini. Mais nous sommes en 1943, et la fin de règne du Duce est proche.

## Sources
- Voir liens externes

## liens externes
- « Fils de la Louve », sur bedetheque.com